# プロメテの火
『プロメテの火』は、江口隆哉・宮操子舞踊団により1950年に初演されたモダン・ダンス。台本：菊岡久利、作曲：伊福部昭。1951年芸術祭奨励賞受賞、1952年芸術選奨文部大臣賞受賞。1950年代に100回近く全国で上演された。2000年代に入り再演されている。

## 内容
天界の火を盗んで人間に与えたことで罰せられた、ギリシャ神話の神プロメテ (プロメテウス) が題材。次の5つの場面からなる。
- プロローグ：人間たちの群舞。
- 第一景　火なき暗黒　アイオの踊り：暗黒の中でうごめく人間群と、ジュピターに愛される美しいアイオの踊り。アイオは悪魔により牛に変えられてしまう。
- 第二景　火を盗むもの：人間を哀れんだプロメテは、火を人間に与えるようジュピターに願うが拒否され、太陽から火を盗んで下界に降りる。
- 第三景　火の歓喜：火を得た人間たちの歓喜の大群舞。
- 第四景　コーカサスの山巓：罰せられたプロメテはコーカサスの山巓に鎖で繋がれ、嵐にさらされ、鷲の群についばめられる。牛になったアイオが通りかかる。

## 上演史

### 初演
1950年12月11日、12日、帝国劇場、江口隆哉・宮操子舞踊団公演。 舞踊・構成：江口隆哉・宮操子、美術：河野国男、演奏：東宝交響楽団、指揮：上田仁、　出演：プロメテ＝江口隆哉、アイオ＝宮操子、鷲＝江口乙矢と大野一雄、その他60名以上の群舞ほか。

### 1950年代の上演
1951年6月（大阪）～1960年9月（山梨）まで、江口・宮舞踊団は秋田から長崎まで全国を巡って『プロメテの火』を上演した。全部で100回近く上演されたといわれている。地方公演の際は、音楽はピアノ2台の編曲版が使われた。しかし1960年以降は劇場での本火の使用が消防法で禁じられたため、江口は上演をやめることにした。

### 2000年以降の再演
江口隆哉は1977年に亡くなり、2000年に遺品の整理が行われ、『プロメテの火』の録音が発見された。宮操子は2009年に亡くなり、その遺品から『プロメテの火』全曲版のスコアが発見された。これらの材料をもとに『プロメテの火』の再演が門下生を中心に行われた。
- 2011年5月14日、15日、日暮里サニーホール「宮操子三回忌メモリアル《江口・宮アーカイヴ》」公演において、「《プロメテの火》第三景火の歓喜」が江口・宮の門下生により再演された[9]。音楽はピアノ演奏の録音が使われた[10]。
- 2013年6月1日、ミューザ川崎「伊福部昭生誕100年記念プレコンサート」において、「プロメテの火」全曲版が東京交響楽団、広上淳一の指揮で演奏され、CD化された[11] 。
- 2016年5月28日、29日、新国立劇場中劇場において、「プロメテの火」全曲版が門下生により再演された。音楽は2013年の東京交響楽団による録音が使われた[12] [13]。
- 2018年3月24日、25日に彩の国さいたま芸術劇場において、藝大フィルハーモニア管弦楽団、指揮：上野正博で、オーケストラ実演による全曲版再演が現代舞踊協会の主催で行われた[14][15]。

## 参考資料
- 《プロメテの火》アーカイヴ 1950-2016 (編著・製作　桑原和美, 2017年6月19日発行) 冊子体: 55p ; 21cm + DVD-Video 2枚 (12cm) + DVD-ROM 1枚 (12cm). 冊子の内容：（概要）／《プロメテの火》とは何か I 初演／II 構成及び概要／III 現存する《プロメテの火》のプログラム／IV 上演史 (1950年～1960年)／V 江口隆哉・宮操子について／VI 《プロメテの火》の批評／VII 作曲者伊福部昭が語る《プロメテの火》／VIII 再現上演への道のり
- 西宮安一郎編『モダンダンス江口隆哉と芸術年代史 : 自1900年(明治33年)至1978年(昭和53年)』 (東京新聞出版局, 1989.11)